# Individual Thought Patterns
Individual Thought Patterns er det femte album af det amerikanske dødsmetal-band Death, som blev udgivet i 1993 gennem Relativity Records.
Stilistisk fortsatte albummet med at udvide den tekniske, progressive og jazzagtige stil, som begyndte på Human. Til forskel fra de andre Death-albums valgte Schuldiner at dele soloer med sin andenguitarist Andy LaRocque. Udgivelsen kom med på Guitar Player Magazines Metal Guitar albums Top 20. Albummet er også den første af to Death-albums med trommeslageren Gene Hoglan, og den sidste med bassisten Steve DiGiorgio.
Albummet indeholder Deaths bedst kendte sang "The Philosopher", hvis musikvideo fik sendetid på MTV, og endda anmeldt af tegnefilmsduoen Beavis & Butthead, hvor de forveksler drengen i videoen med Jeremy fra Pearl Jam-videoen. Ifølge Metal-Rules.com er det det 100. bedste heavy metal-album nogensinde.

## Spor
1. "Overactive Imagination" – 3:28
2. "In Human Form" – 3:55
3. "Jealousy" – 3:39
4. "Trapped in a Corner" – 4:11
5. "Nothing Is Everything" – 3:16
6. "Mentally Blind" – 4:45
7. "Individual Thought Patterns" – 4:00
8. "Destiny" – 4:04
9. "Out of Touch" – 4:19
10. "The Philosopher" – 4:10

## Fodnoter
1. ↑  "Metal Rules". Arkiveret fra originalen 25. maj 2012. Hentet 4. januar 2010.